# Glenn, the Flying Robot
Glenn, the Flying Robot es una película belga de drama y ciencia ficción de 2010, dirigida por Marc Goldstein, que a su vez la escribió, musicalizada por Jean-Pierre Taïeb, en la fotografía estuvo Hans Sonneveld y los protagonistas son Billy Boyd, Dominic Gould y Gérard Depardieu, entre otros. El filme fue realizado por Singing Trees Entertainment y se estrenó el 16 de abril de 2010.

## Sinopsis
Henry y Jack son dos pianistas destacados, compiten entre ellos e intentan superarse en los distintos eventos musicales en los que participan. Los viejos amigos se enfrentarán sin compasión, concurso tras concurso, hasta que un día un robot doméstico, Glenn, ingrese a sus vidas y ponga en peligro a todos.